# 群馬運輸支局
群馬運輸支局（ぐんまうんゆしきょく）は国土交通省の地方支分部局である運輸支局のひとつ。関東運輸局管内。関東運輸局管内で唯一出先機関を持たない運輸支局である。
群馬県が海に面していないこともあり、船舶登録関係の業務は扱わない（その他の海事関係業務は扱っている）。

## 沿革
- 昭和22年（1947年）
  - 3月22日 - 東京鉄道局前橋自動車事務所として前橋市前代田町の前橋駅に設置。
  - 6月10日 - 前橋市立川町に移転。

- 昭和23年（1948年）1月1日 - 道路運送法により群馬道路運送監理事務所となる。

- 昭和24年（1949年）
  - 6月1日 - 運輸省設置法などにより東京陸運局前橋分室となる。
  - 11月1日 - 地方自治法改正によって群馬県陸運事務所となる。
  - 11月19日 - 前橋市曲輪町群馬会館。
- 昭和29年（1954年）4月10日 - 前橋市曲輪町前橋財務部構内。
- 昭和40年（1965年）4月24日 - 前橋市野中町。
- 昭和55年（1980年）5月6日 - 前橋市上泉町。
- 昭和60年（1985年）4月1日 - 道路運送法等の一部を改正する法律（昭和59年法律第67号）によって関東運輸局群馬陸運支局となる。

## 所在地
群馬県前橋市上泉町399-1

### アクセス
- 上毛電気鉄道上毛線上泉駅下車徒歩10分
- JR東日本両毛線前橋駅から日本中央バス城南運動公園行で「桂萱小学校前」下車徒歩10分
- JR東日本両毛線前橋大島駅から永井バスで「青果市場前」下車

## 管轄区域
- 群馬県全域

  - ここで交付されるナンバープレートは「群馬」ナンバーおよび「高崎」ナンバー（ご当地ナンバー、高崎市・安中市）、「前橋」ナンバー（ご当地ナンバー、前橋市・北群馬郡吉岡町）になる[2]。2018年からは赤城山が描かれた地方版図柄入りナンバーを交付している[3][4]。
  - 以前は群馬県全域が「群」ナンバーだったが、1988年に「群馬」ナンバーに置き換わっている。ご当地ナンバー「高崎」は2006年10月10日から、「前橋」は2014年11月17日から運用開始。